# ليوني ماير
ليوني ماير (بالألمانية: Leonie Maier)‏ (المولودة 29 سبتمبر 1992) لاعبة كرة قدم ألمانية تلعب حاليًا مع نادي بايرن ميونخ الألماني و‌المنتخب الألماني في مركز الدفاع.

## المسيرة الدولية
سجلت ماير أول هدف دولي لها في مباراة ودية ضد كندا يوم 19 يوليو 2013. سجلت الهدف في الدقيقة الثالثة والخمسين وانتهت المباراة بنتيجة 1–0 لصالح ألمانيا.

## روابط خارجية
- ليوني ماير على موقع الاتحاد الدولي (مؤرشف)  (الإنجليزية)
- ليوني ماير على موقع الاتحاد الأوربي (الإنجليزية)
- ليوني ماير على موقع قاعدة بيانات كرة القدم.إي يو (الإنجليزية)
- ليوني ماير على موقع بيانات كرة القدم. دي إي (الألمانية)
- ليوني ماير على موقع Soccerway.com (الإنجليزية)
- ليوني ماير على موقع عالم كرة القدم.نت (الإنجليزية)
- ليوني ماير على موقع اللجنة الأولمبية الدولية (الإنجليزية)
- ليوني ماير على موقع أوليمبيديا (الإنجليزية)
- ليوني ماير على موقع اللجنة الأولمبية الألمانية (الألمانية)